# Micropharynx parasitica
Micropharynx parasitica är en plattmaskart som beskrevs av Jägerskiöld 1896. Micropharynx parasitica ingår i släktet Micropharynx, och familjen Procerodidae. Arten är reproducerande i Sverige.